# Schenella
Schenella — рід грибів родини Geastraceae. Назва вперше опублікована 1911 року. Широко поширений рід містить чотири види. Рід був описаний Томасом Хастоном Макбридом у 1911 році. Pyrenogaster описаний є синонімом назви, описаний у 1977 р.

## Галерея

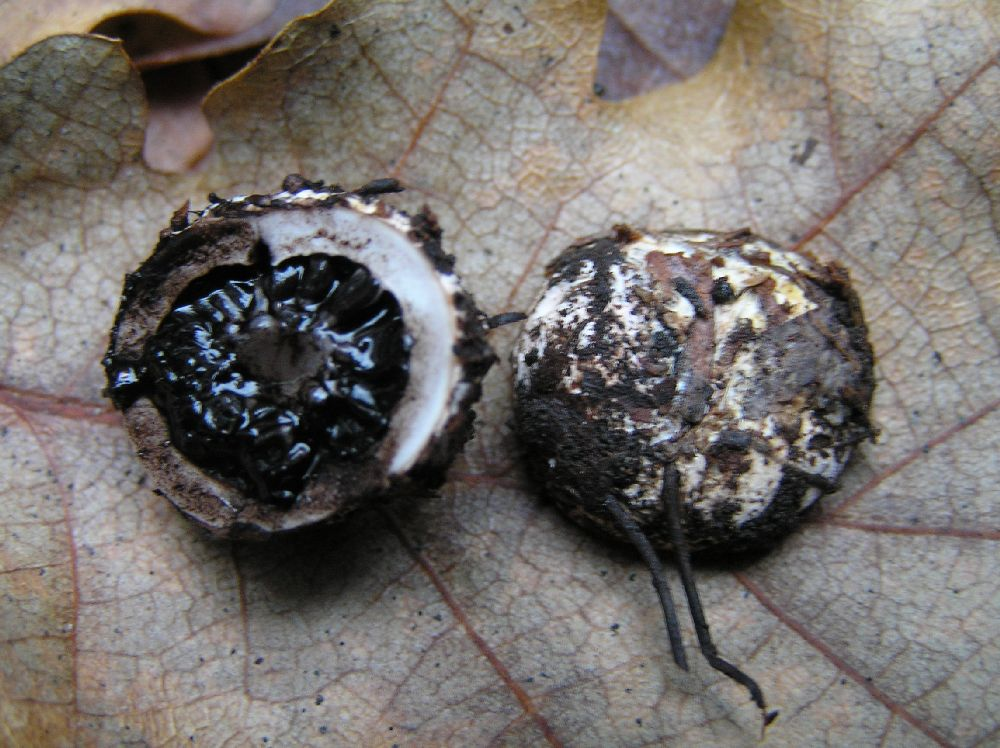
Schenella pityophila